# Семпульненский повет
Семпульненский пове́т (пол. Powiat sępoleński) — повет (район) в Польше, входит как административная единица в Куявско-Поморское воеводство. Центр повета — город Семпульно-Краеньске. Занимает площадь 790,86 км². Население — 41 501 человек (на 31 декабря 2015 года).

## Административное деление
- города: Камень-Краеньски, Семпульно-Краеньске, Венцборк
- городско-сельские гмины: Гмина Камень-Краеньски, Гмина Семпульно-Краеньске, Гмина Венцборк
- сельские гмины: Гмина Сосьно

## Демография
Население повята дано на 31 декабря 2015 года.
| Перепись            | Всего  | Мужчины | Женщины |
| ------------------- | ------ | ------- | ------- |
| Всего               | 41 501 | 20 702  | 20 799  |
| Городское население | 17 688 | 8500    | 9188    |
| Сельское население  | 23 813 | 12 202  | 11 611  |